# Etheostoma mariae
The pinewoods darter (Etheostoma mariae) là một loài cá thuộc họ Percidae. Nó là loài đặc hữu của Hoa Kỳ.